# Никитская улица (Киров)
Никитская улица — одна из старейших улиц Вятки, известная с XVII века. Располагается в историческом центре города. 
Берёт начало в Луковицком овраге, пересекает центральную часть говора с севера на юг, пересекая овраг Засора и закачниваясь у реки Хлыновки. Пересекает ряд важных улиц — Профсоюзную, Московскую, Спасскую, Воровского и Милицейскую. Параллельно Никитской идут Владимирская улица и Свободы.
Вдоль Никитской сохранилось несколько насыпей земляного вала, что защищал городской посад Вятки в XVII-XVIII веках. Современное положение заняла в 1784 году, с утверждением регулярного плана. Продлена до современных границ в 1812 году.
В 1868-1871 гг. году на улице Никитской жил польский художник Михал Эльвиро Андриолли, сосланный в Вятку. Здесь же он знакомится с братьями Виктором и Апполинарием Васнецовыми, часто гостивших у брата Аркадия, что жил на этой же улицу.
На Никитской улице провёл детские годы писатель Александр Грин.

## Название

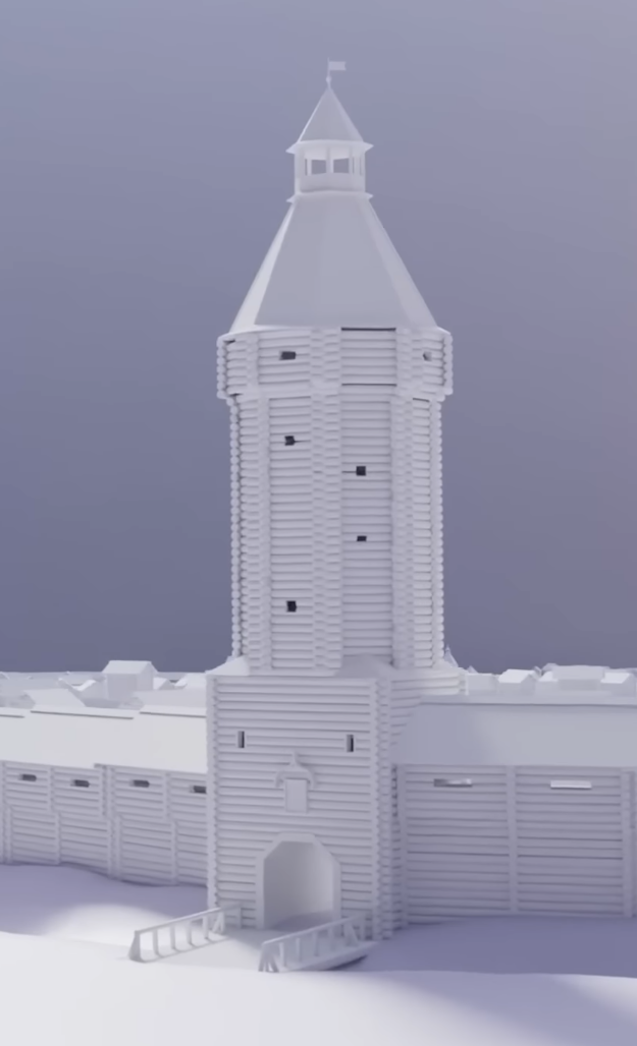
Московская башня вятского острога XVIII века. Никитская имела такой же облик. Реконструкция из фильма "Вятка, которую мы потеряли".

### Никитская башня
Существует множество версий о происхождении названий Никитской улицы. Самое простое из них —  название в честь Никитской башни земляного вала Хлыновского кремля. Вал защищал городской посад в течение многих веков, и после последней своей перестройки в 1666 году стал доходить до нынешней Театральной площади. Тогда же появилась и Никитская башня.
Башня была проездной, двухъяросной с тремя уровнями боёв и вышкой для караула. Она играла важную роль в обороне города, прикрывая подходы к Засорному оврагу. Выезжая из посада, жители Вятки попадали во Владимирскую слободу, память о которой сохранена ныне в названии Владимирской улицы. 
Никитская башня просуществовала недолго —  она сильно пострадала в пожаре 1700 года и больше не восстанавливалась. По мере роста города и включения в его состав ближайших слободок, оборонительная функция старых укреплений отпала и те в течение XVIII века оказались разрушены и окончательно их разобрали после появления регулярного плана 1784 года. 

### Новгородская теория
Историк Александр Балыбердин предположил, что название улицы может быть связано с выходцем из Новгородской республики Анфалом Никитиным. Никитин, из рода двинских бояр, в 1399 году перебежал на сторону Москвы и получил пост наместника в Вятке. В 1409 году Никитин возглавлял военный поход вятчан на татарский город Булгар, в ходе которого вятский отряд оказался разбит, а Никитин пленён. В 1418 году, сбежав из плена, попытался вернуть власть в городе в битве с новым наместником Михаилом Розсохиным, в ходе которой и погиб вместе со своим сыном. Из панихиды по этой битве появится вятский праздник свистопляска.
Будучи наместником, Анфал Никитин мог получить в кормление земли близ города, где в последствии возникла Никитская слобода. А дорога, шедшая туда от городского торга, получила название Никитской улицы, что позже назовёт и Никитскую башню. Однако подтвердить это невозможно из-за отсутствия данных о вятской округе XV века. Также и двор некого Никиты\Никитина не обязательно должен быть тождественен наместнику XV века, это лишь единственное известное лицо с похожей фамилией.

### Советские годы
11 июня 1923 года Никитскую улицу переименовали в Володарскую, по псевдониму революционера Моисея Марковича Гольдштейна. Тот орудовал на территории современной Украины, был в ссылке в Архангельской губернии, и никак не связан с Вяткой. Название являлось типовым. По состоянию на 2024 год в России насчитывалось 214 улиц имени Володарского.

### Возвращение исторического названия
В 2024 году ряд депутатов городской Думы предложил вернуть 7 улицам в историческом центре города их дореволюционные имена. Предложены были Владимирская, Никитская, Успенская, Морозовская, Всесвятская, Острожная и Бутырская. Вопрос был рассмотрен на совете по топонимии, большинство членов проголосовали за. После опроса населения было принято решение поднять вопрос о возвращении Острожной и Бутырской позже. Оставшиеся 5 улиц, в том числе Никитскую, утвердили к переименованию 19 декабря 2024 года на заседании городской Думы. Решение вступило в силу 1 июля 2025 года.

## История

### Дорегулярная Вятка
Улица Никитская известна с XVII века. Она шла от стен Хлыновского кремля на запад, заканчиваясь одноимённой Никитской башни. После появления регулярного плана 1784 года улица становится продольной и получает направление с севера на юг. В  течение XIX века улицу продлевают, и в концу концов она приобретает современные границы —  от Луковицкого оврага на севере города до реки Хлыновицы на юге.

## Достопримечательности и памятники архитектуры
- Дом Морозова (музей А. С. Грина) (№ 44)
- Усадьба Ивановых (№ 40)
- Усадьба Токарских (№ 77)
- Усадьба Матенцева А. Л. (№ 81)
- Главпочтамт
- Театр кукол
- Дом купцов Калининых (№ 104)
- Парк Аполло
- Остатки крепостного вала XVII века
- Сквер имени 60-летия СССР
- Центральный рынок
- Репинские пруды

## Дополнительно
1. 1 2  Александр Балыбердин. История улицы Никитской // Наша Вятка : сайт. Архивировано 3 июля 2020 года.
2. ↑  Юрий Николаевич Голубчиков. Российские урбанонимы в отражении Русского мира // Журнал Society and Security Insights. — 2024.
3. ↑  В Кирове 5 улицам вернули исторические наименования, еще 2 получили новые. ГТРК Вятка (19 декабря 2024).